# Distretto di Hamadia
Il distretto di Hamadia è un distretto della provincia di Tiaret, in Algeria.

## Comuni
Il distretto di Hamadia comprende 3 comuni:
- Hamadia
- Bougara
- Rechaiga